# Sara Ahmed
Sara Samir Elsayed Mohamed Ahmed (سارة سمير السيد محمد أحمد, ur. 1 stycznia 1998 w Ismailii) – egipska sztangistka, brązowa medalistka olimpijska i srebrna medalistka mistrzostw świata.
Na igrzyskach olimpijskich w Rio de Janeiro w 2016 roku wywalczyła srebrny medal w wadze lekkociężkiej. W zawodach tych wyprzedziły ją tylko Chinka Xiang Yanmei i Żazira Żapparkuł z Kazachstanu. Był to jej jedyny start olimpijski. Był to także pierwszy medal olimpijski wywalczony przez Egipcjankę. 
Dwa lata później zdobyła srebrny medal w tej samej kategorii wagowej na mistrzostwach świata w Aszchabadzie w 2018 roku. W jej dorobku znajduje się ponadto m.in. złoty medal igrzysk młodzieży w 2014, złote medale juniorskich i młodzieżowych mistrzostw świata.